# Dobrada
Dobrada là một đô thị ở bang São Paulo của Brasil. Đô thị này nằm ở vĩ độ 21º31'00" độ vĩ nam và kinh độ 48º23'38" độ vĩ tây, trên khu vực có độ cao 575 m. Dân số năm 2004 ước tính là 7.052 người. Đô thị này có diện tích 150,085 km².

## Thông tin nhân khẩu
Dữ liệu điều tra - 2000
Tổng dân số: 7.007
- Dân số thành thị: 6.505
- Dân số nông thôn: 502
- Nam giới: 3.690
- Nữ giới: 3.317

Mật độ dân số (người/km²): 46,68
Tỷ lệ tử vong trẻ sơ sinh dưới 1 tuổi (trên một triệu người): 15,63
Tuổi thọ bình quân (tuổi): 71,34
Tỷ lệ sinh (số trẻ trên mỗi bà mẹ): 2,34
Tỷ lệ biết đọc biết viết: 82,36%
Chỉ số phát triển con người (HDI-M): 0,745
- Chỉ số phát triển con người - Thu nhập: 0,672
- Chỉ số phát triển con người - Tuổi thọ: 0,772
- Chỉ số phát triển con người - Giáo dục: 0,790

(Nguồn: IPEADATA)

## Sông ngòi
- Sông dos Porcos
- Sông São Lourenço

## Các xa lộ
- SP-326
- SP-310